# Delije
Delije (en serbio cirílico: Делије) es un grupo ultra que apoya al Estrella Roja de Belgrado en todas sus facetas deportivas, especialmente en fútbol y baloncesto. El nombre se deriva de la palabra serbia delija, que significa 'valiente', 'héroe'.
Sus principales rivales son los Grobari, del Partizan de Belgrado, los Bad Blue Boys del Dinamo Zagreb y la Torcida Split del Hajduk Split. Por su parte, mantienen buenas relaciones con los griegos de la Gate 7 del Olympiakos, así como con los hinchas del Spartak de Moscú ruso.
El nombre Delije empezó a ser utilizado por los seguidores incondicionales del Estrella Roja durante los últimos años de la década de 1980, con la inauguración oficial que ocurrió el 7 de enero de 1989. Hasta ese punto, hasta ocho grupos que compartieron la tribuna norte del Estadio Estrella Roja (conocido coloquialmente como Marakana), lugar que ocupa desde entonces los Delije.
La dimensión del grupo ultra ha traspasado las fronteras deportivas y muchos de los miembros de Delije fueron captados por Željko Ražnatović a principios de los años 1990 para formar parte de la Guardia Voluntaria Serbia liderada por Ražnatović —en ese momento miembro de Delije— y participar en la Guerra de Yugoslavia.

## Lecturas relacionadas
- Wood, Shay (2013). Football after Yugoslavia: conflict, reconciliation and the regional football league debate (en inglés). pp. 1077-1090.
- Kajtezović, Adnan (2015). The disintegration of Yugoslavia and football (en inglés). University of Northern Iowa.
- Wilson, Jonathan (2003). Uncivil war: Why Partizan Belgrade vs Red Star is more than a game (en inglés). FourFourTwo.
- Carretero, Nacho. Yugoslavia, de la grada a la trinchera. Jot Down.

- Datos: Q2915570
- Multimedia: Delije / Q2915570